# 甲斐宗之
甲斐 宗之（かい むねゆき、1971年3月12日 - ）は、日本の政治家。宮崎県高千穂町長（2期）。

## 来歴
宮崎県高千穂町岩戸に生まれる。親は農業を営んでいた。幼少期から姉弟4人で養蚕室、牛小屋、野菜畑、養鶏、椎茸栽培場などで農作業の手伝いをしていた。宮崎県立高千穂高等学校卒業。
熊本大学工学部機械工学科を5年かけて卒業。卒業後は自動車関連の企業に就職。1998年（平成10年）、帰郷し高千穂町役場に入庁。総合政策室長などを歴任。
2018年（平成30年）12月23日に行われた高千穂町長選挙に立候補。2014年の町長選に続いて2度目の挑戦となる元宮崎県病院局長の甲斐景早文を、激戦の末破り初当選を果たした。2019年（平成30年）1月19日、町長就任。
※当日有権者数：10,588人 最終投票率：80.15%（前回比：＋1.71pts）
| 候補者名   | 年齢 | 所属党派 | 新旧別 | 得票数     | 得票率 | 推薦・支持 |
| ---------- | ---- | -------- | ------ | ---------- | ------ | ---------- |
| 甲斐宗之   | 47   | 無所属   | 新     | 4497.657票 | 53.29% |            |
| 甲斐景早文 | 70   | 無所属   | 新     | 3942.342票 | 46.71% |            |

2022年（令和4年）12月20日告示の町長選挙に立候補し無投票で再選した。